# Lokta
Daphne papyracea
Espèce
Classification phylogénétique
Le Daphne papyracea  est un arbuste de la famille des Thymelaeaceae, poussant en Chine du Sud et dans la zone himalayenne. C’est un arbuste de 1,50 m à 4 m de haut, dont l’écorce des rameaux contient des fibres végétales appropriées à la fabrication de papier artisanal traditionnel de la classe des « papiers d’écorce de Thymelaeaceae » (瑞香皮纸 Ruìxiāng pízhǐ) en Chine et appelés « papiers lokta » au Népal.

## Étymologie
Le nom de genre Daphne est emprunté au grec δαφνη daphné « laurier », en raison de la forme semblable des feuilles de laurier à celles des Daphnés. En mythologie, Δάφνη Daphné est une nymphe d’une grande beauté, fille du fleuve Pénée, qui était poursuivie sans relâche par Apollon, fou amoureux d’elle. Daphné implore son père de lui venir en aide et celui-ci choisit de la métamorphoser alors en laurier pour déjouer les ardeurs d’Apollon.
L’épithète spécifique papyracea vient de la déclinaison au féminin du mot latin papyraceus « qui a la consistance du papyrus ».
Le nom chinois de Daphne papyracea est 白瑞香 báiruìxiāng morph. bai: « blanc », ruixiang: Daphne odora, soit « Daphne odora blanc ».

## Synonymes
- Daphne cannabina Wall[1] [Illégitime]
- Daphne laciniata Lecomte[2]

## Description

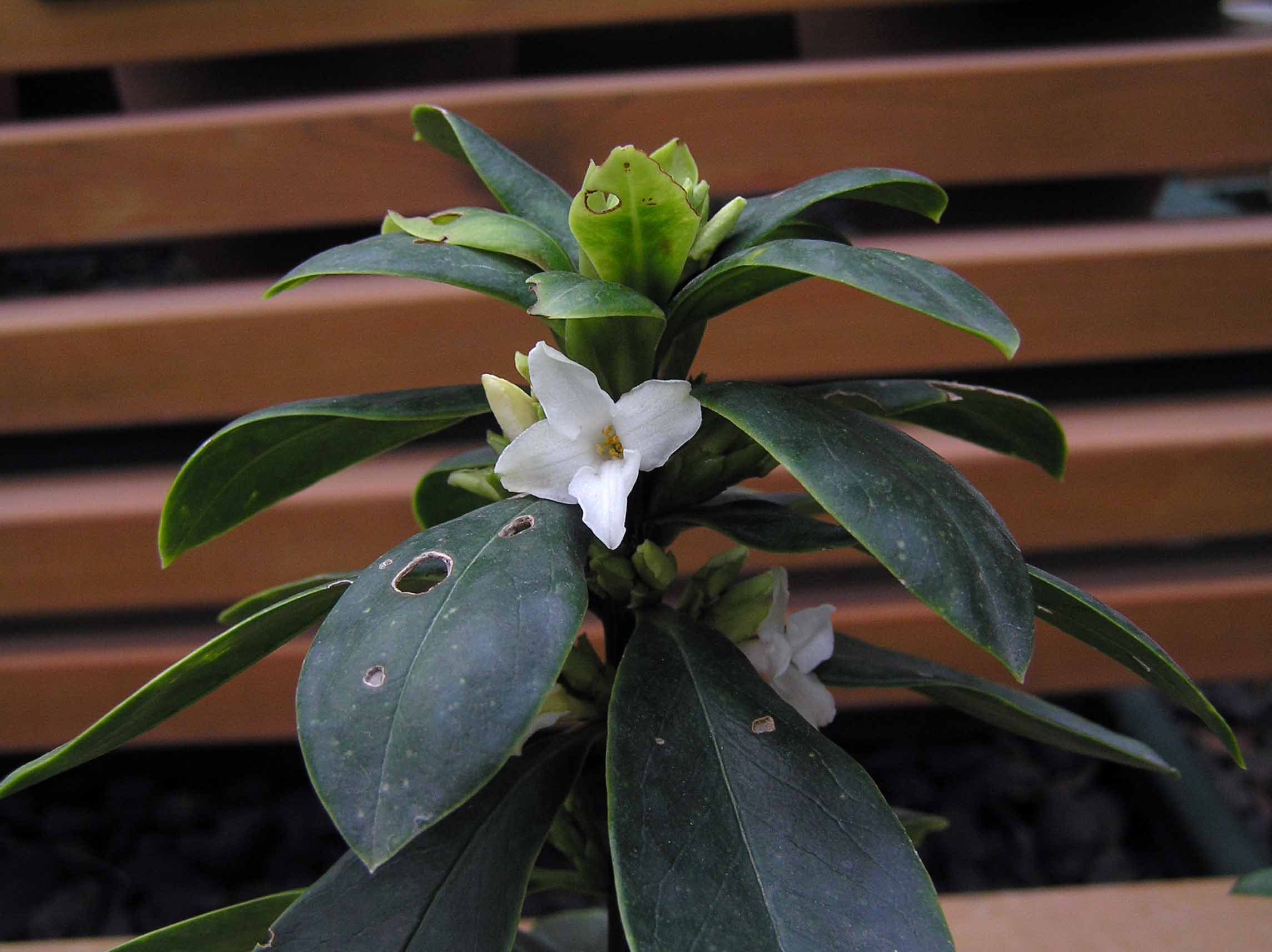
Daphne papyracea

Le Daphne papyracea est un arbuste à feuillage persistant, de 1,50 m de haut, parfois jusqu’à 4 m. 
La feuille possède un pétiole de 1–15 mm et un limbe ovale, lancéolé, elliptique ou oblancéolé, de 6–16 cm de long sur 1,5–4 cm de large.
Les inflorescences comportent de 3 à 10(–12) fleurs. Chaque fleur possède un calice blanc ou blanc verdâtre, parfois teinté de rose, formé d’un tube étroitement en forme d'entonnoir, de (5-)10-15(-18) mm, à extérieur fibreux, terminé par 4 lobes, ovales. Les 8 étamines sont disposées en 2 cercles (verticilles) de 4 étamines, le verticille inférieur inséré au milieu du tube du calice, verticille supérieur dans la gorge ; les filaments sont courts, les anthères oblongues, de 1–2 mm ; les supérieures partiellement exsertes du tube du calice. L’ovaire est  cylindrique, de 2–4 mm, glabre, le style très court et le stigmate capité, papilleux.
La floraison est hivernale, en novembre-janvier. Les fleurs sont inodores pour certains auteurs ou exhalent un parfum semblable à celui des jacinthes pour d’autres.
Les fruits sont des drupes ovoïdes-pyrifomes, de couleur rouille foncé, de 8–10 mm.
La fructification a lieu en avril-mai.
Le Daphne papyracea est une plante toxique[réf. nécessaire]. Elle n'est pas rustique dans les régions les plus froides, elle tolère des températures allant de -5 à −10° C.

## Distribution et habitat
Daphne papyracea  pousse en Chine (Guangdong, Guangxi, Guizhou, Hubei, Hunan, Sichuan, Yunnan), dans les zones himalayennes d’Inde, et du Pakistan, aux Népal, Bhoutan, Nyanmar, Sikkim,.
L’espèce vit en forêt et sur les pentes herbacées, entre les altitudes de 700 et de 3 100 m, tout particulièrement dans l'est de l'Himalaya (où il est cultivé pour la fabrication du papier népalais).

## Utilisations

### Le papier traditionnel
La famille des Thymelaeaceae à laquelle appartient Daphne papyracea  a aussi donné une dizaine d’espèces de plantes pourvues de fibres papetières réputées (Yi Xiaohui). Parmi les 7 grandes classes de papiers traditionnels distinguées par Yi Xiaohui, les Thymelaeaceae fournissent à eux-seuls la classe des 瑞香皮纸 Ruìxiāng pízhǐ « papier d’écorce de Thymelaeaceae ».

#### En Chine: papier d’écorce de «flocon de neige»
Malgré le déclin de la production artisanale de papier traditionnel, la production de papier de Daphne papyracea (白瑞香 bairuìxiāng en chinois) est encore assez courante dans le Sud de la Chine. 
C’est ainsi que dans le canton de Matongshan 麻塘山乡 dans la province du Hunan, le village de Bajiaolou a attiré l’attention en raison du « papier d’écorce de flocon de neige » (雪花皮纸 Xuěhuāpí zhǐ) de très haute qualité qu’un papetier y produit. Le nom vernaculaire de Xuehuapi désigne l’arbuste Daphne papyracea (白瑞香 Báiruìxiāng). L’artisan papetier achète les écorces de D. papyracea à des villageois, les étuve afin de pouvoir détacher facilement les fibres libériennes de l’écorce superficielle (ou liège), les met à tremper une journée dans de l’eau de chaux puis les cuit à la vapeur, les lave dans de l’eau claire et les pilonne jusqu’à obtenir de la pâte à papier. Celle-ci est ensuite placée dans un cadre tendu d’une pièce de tissu, pour fabriquer une feuille des papier qui sera pressée puis mise à chauffer dessus le four.

#### Au Népal: papier lokta

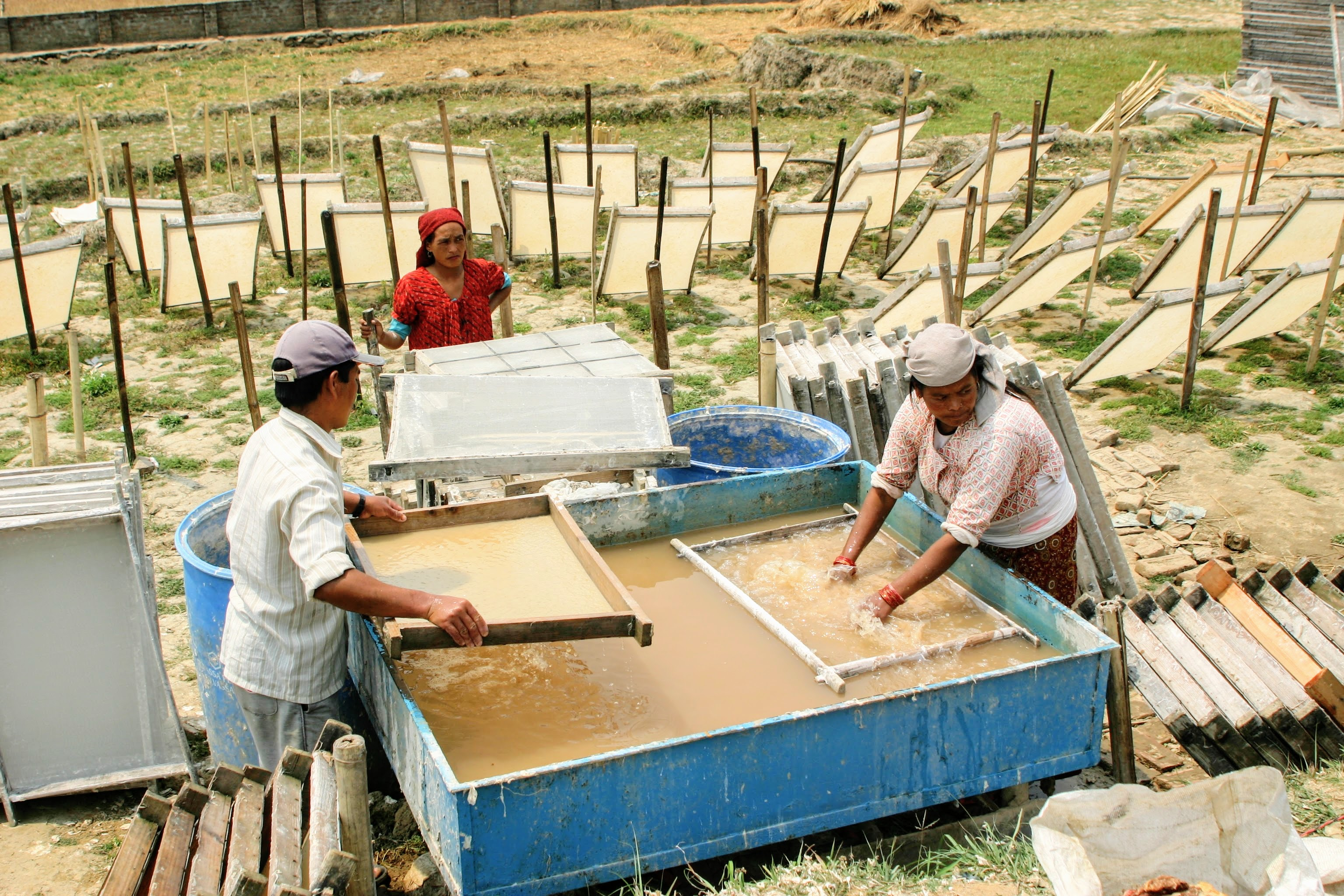
Fabrication artisanale du papier lokta, Kathmandou, Népal. La pulpe est prélevée sur des formes fixes puis est mise à sécher au soleil

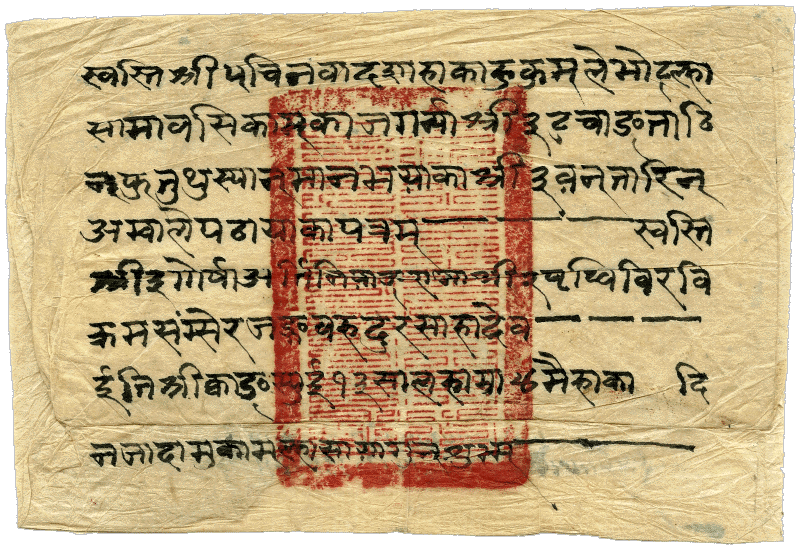
Une lettre sur papier lokta, de l'amban du Tibet, résident impérial sous la dynastie Qing, au gouverneur de Palpa, au royaume du Népal, en 1887

Au Népal, son écorce est utilisée dans la fabrication traditionnelle d'une variété de papier de riz particulièrement résistante, nommée « papier lokta ». En fait les deux espèces assez proches Daphne papyracea et Daphne bholua, qui sont appelées d’un même terme népalais Lokta, servent toutes les deux à la production du papier lokta. Ces Daphnés appartiennent à la famille des Thymelaeaceae qui comporte un grand nombre d’autres espèces de genres proches (comme Edgeworthia, Wikstroemia, Stellera) donnant ailleurs en Asie orientale, d’excellentes fibres papetières, réputées pour leur robustesse, leur longueur et leur flexibilité.
L'écorce est récoltée sur les branches coupées à une vingtaine de centimètres au-dessus du sol dans la forêt en hautes montagnes. Les arbustes sauvages ne sont pas détruits par cette méthode et mettent de cinq à huit années à se régénérer. Les fibres libériennes de la partie interne de l’écorce sont détachées puis descendue en bottes jusqu’à un atelier de papeterie. Là, les fibres y sont séchées, trempées, bouillies, nettoyées soigneusement, lavées, battues et réduites en pulpe (ou pâte à papier). Un grand nombre de tamis avec un cadre de bois (servant de forme fixe), à une dimension prédéfinie, servent à récupérer un fin film de pâte diluée dans de l’eau. Il n’est pas possible de détacher les feuilles du cadre avant qu’elles ne soient sèches. Elles doivent donc être mise à sécher au soleil. Les feuilles doivent perdre le maximum d’humidité sur leur cadre et par conséquent ceux-ci restent immobilisés plusieurs heures.
Ce processus aboutit à la production de feuilles de papier lokta artisanal traditionnel, utilisées dans les documents religieux et officiels népalais, comme les actes de naissance ou les titres de propriété foncière. Depuis le XIIe siècle, il a été utilisé pour imprimer des mantras mis dans les moulins à prières, ou les sutras chantés par les moines bouddhiques. De nos jours, il sert aussi à faire des carnets de notes et un beau papier pour imprimante.
Le papier népalais peut être teinté de nombreuses couleurs.
Le papier « blanc » (qui est d'ailleurs plutôt beige) peut comporter, selon les qualités, différentes fleurs ou feuilles incrustées.

### Propriétés médicinales
L'écorce est utilisée en tant qu'antiseptique sur des petites coupures ou pour soulager la fièvre (en décoction).
Le jus de racine peut être utilisé contre les troubles intestinaux.
Les graines toxiques peuvent servir comme vermifuge.